# Никольчук, Николай Леонтьевич
Николай Леонтьевич Никольчук (1919—1976) — подполковник Советской Армии, участник Великой Отечественной войны, Герой Советского Союза (1946).

## Биография
Николай Никольчук родился 6 декабря 1919 года в селе Оринин (ныне — Каменец-Подольский район Хмельницкой области Украины). Окончил десять классов школы. В 1938 году Никольчук был призван на службу в Рабоче-крестьянскую Красную Армию. В 1940 году он окончил Сумское артиллерийское училище. С июля 1941 года — на фронтах Великой Отечественной войны. В боях два раза был ранен.
К концу 1944 года капитан Николай Никольчук командовал батареей 1301-го пушечного артиллерийского полка 61-й пушечной артиллерийской бригады 16-й артиллерийской дивизии прорыва 7-й гвардейской армии 2-го Украинского фронта. Отличился во время штурма Будапешта. 30 декабря 1944 года в бою за будапештский пригород Ракошсентмихаль Никольчук во главе передовой группы провёл разведку огневой системы противника. Когда вражеские войска окружили его группу, Никольчук успешно организовал круговую оборону, целый день отражая их контратаки. В критический момент сражения он вызвал огонь на себя, что помогло прорваться группе из окружения.
Указом Президиума Верховного Совета СССР от 15 мая 1946 года капитан Николай Никольчук был удостоен высокого звания Героя Советского Союза с вручением ордена Ленина и медали «Золотая Звезда» за номером 6310.
После окончания войны Никольчук продолжил службу в Советской Армии. В 1959 году в звании подполковника он был уволен в запас. Проживал и работал в Ужгороде. Скончался 10 октября 1976 года, похоронен на Холме Славы Ужгорода.
Был также награждён орденом Красного Знамени и двумя орденами Красной Звезды, рядом медалей.